# Galo Solís
Galo Solís "Papa Chola"  (Guayaquil, Guayas, Ecuador, 5 de junio de 1928- † New York, Estados Unidos, 15 de marzo de 2010), fue un futbolista ecuatoriano. Jugó de volante y debutó en el Panamá Sporting Club de la liga de Ecuador.

## Trayectoria
Debutó en la primera panameña en 1945, pasando con sus compañeros juveniles a Barcelona a finales de 1946. En 1954 es traspasado a Emelec, equipo con el que fue campeón en 1956, retirándose al año siguiente. Posteriormente fue técnico del Favorita, con el que consiguió subir a primera.
Más tarde se embarcó en la Flota Mercante Grancolombiana, lo que le llevó a Nueva York en 1965, donde siguió jugando y entrenando equipos hispanos.

## Selección nacional
Ha sido internacional con la Selección de fútbol de Ecuador en las Copas Américas de 1853 y 1955.

### Participaciones en Copa América
| Copa                         | Sede  | Resultado | Partidos | Goles |
| ---------------------------- | ----- | --------- | -------- | ----- |
| Campeonato Sudamericano 1953 | Perú  | 7º lugar  | 4        | 0     |
| Campeonato Sudamericano 1955 | Chile | 6º lugar  | 4        | 0     |

## Clubes
| Club                    | País    | Año       |
| ----------------------- | ------- | --------- |
| Panamá Sporting Club    | Ecuador | 1940-1945 |
| Barcelona Sporting Club | Ecuador | 1946-1953 |
| Club Sport Emelec       | Ecuador | 1954      |